# Štokeravská vápenka
Štokeravská vápenka je přírodní rezervace v bratislavských katastrálních územích Devínska Nová Ves a Dúbravka v okrese Bratislava IV v Bratislavském kraji. Území bylo vyhlášeno v roce 1993 a jeho rozloha je 12,71 hektaru. Předmětem ochrany je paleontologické naleziště mnoha druhů obratlovců. K unikátním nálezům z lokality patří pozůstatky opice. Na travnatých svazích roste jazýček jadranský (Himantoglossum adriaticum).